# Zaránk, Heves
Zaránk  este un sat în districtul Heves, județul Heves, Ungaria, având o populație de 439 de locuitori (2011). 

## Demografie
Componența etnică a satului Zaránk
     Maghiari (99,24%)
     Romi (0,76%)
Componența confesională a satului Zaránk
     Romano-catolici (70,16%)
     Fără religie (6,61%)
     Reformați (4,56%)
     Necunoscută (18%)
     Greco-catolici (0,68%)
     Alte religii (0,91%)
Conform recensământului din 2011, satul Zaránk avea 439 de locuitori. Din punct de vedere etnic, majoritatea locuitorilor (99,24%) erau maghiari.  Din punct de vedere confesional, majoritatea locuitorilor (70,16%) erau romano-catolici, existând și minorități de persoane fără religie (6,61%) și reformați (4,56%). Pentru 18,0% din locuitori nu este cunoscută apartenența confesională.